# علم الإنسان السياسي
يُعنى علم الإنسان السياسي أو الأنثروبولوجيا السياسية بدراسة بُنية النظم السياسية - عبر النظر إليها كجزء من أسس بُنية المجتمعات - وتتبع تطورها ومختلف الأشكال التي اتخذتها، عبر التاريخ، وفي المجتمعات البشرية المختلفة. ومن أشهر علماء: بيير كلاستر وايفانز بريتشارد وميير فورتس، وجورج بالانديه.

## تاريخها
يعود علم الإنسان السياسي في جذوره إلى القرن التاسع عشر. حين حاول باحثين كلويس مورغان، وهنري ماين تتبع تطور المجتمع البشري من الطور «البدائي» (أو: الوحشي) إلى أشكال أكثر تطوراً وتعقيداً. ولكن هذه المحاولات المبكرة كانت تتسم بطابع العنصرية والمركزية العرقية، ومع ذلك فقد أرست هذه الدراسات قواعد علم الإنسان السياسي من خلال إجراء دراسات حديثة متأثرة بروح العلم الحديث، وعلى وجه الخصوص: الداروينية. وفي خطوة ستكون مؤثرة في مستقبل الدراسات الأنثروبولوجية، فقد قاموا بالتركيز على روابط القرابة كمفتاح لفهم النظام السياسي في المجتمع البشري، وأكدوا على دور النَسَب كموضوع للدراسة.
أما علم الإنسان السياسي المعاصر فيمكن الرجوع به إلى عام 1940، حين نشر ميير فورتس و ايفانز بريتشارد كتابهما: النُظم السياسية الإفريقية، حيث رفضا في هذا البحث طريقة إعادة بناء التاريخ من خلال التأمل وبناء الفرضيات التي مارسها الباحثين الأوائل، واعتبروا بأن الدراسة العلمية لتطور المؤسسات السياسية يجب أن تكون استقرائية ومقارنة، وتهدف فقط إلى تفسير الإتساق الداخلي الذي اتسمت به تلك المؤسسات، وتفسير ارتباطاتها بالأنظمة الاجتماعية الأخرى. كان هدفهما من الكتاب هو التصنيف؛ تصنيف المجتمعات إلى كيانات صغيرة منفصلة، وبعد ذلك مقارنتها ببعضها البعض، من أجل الخروج باستنتاجات عامة عنها. لقد تأثر مؤلفَيْ هذا الكتاب بالباحث رادكليف براون والمدرسة البنيوية الوظيفية عموماً؛ ولهذا قد افترضوا أن كل المجتمعات هي عبارة عن كيانات ثابتة واضحة المعالم، تسعى للمحافظة على التوازن والنظام الاجتماعي الخاص بها.
أما فيما يتعلق بالنقودات على أطروحتهما فيمكن أن نجدها عند تحليلهم لعلاقة هذه المجتمعات بالقوى الأوروبية المستعمرة لها واعتبارهم أن هذه المجتمعات مهيئة للخضوع لغيرها.. فعلى الرغم من أن المؤلفين مدركين أن معظم هذه المجتمعات التي خضعت للاحتلال الأوروبي - سواء عن طريق الغزو أو الإستسلام خوفاً - لم تكن لترضخ لو لم يكن التهديد بالقوة من قبل الأوروبيين موجوداً، وهذه الحقيقة هي التي تحدد الأدوار السياسية التي لعبتها الدول الأوروبية في حياتهم السياسية.. وهكذا يمكن القول بأن المؤلفَين قد مالا في كتابهما إلى الممارسة من أجل اختبار النُظُم السياسية الإفريقية من حيث البُنية الداخلية الخاصة بها، إلا أنهما تجاهلا التاريخ السياسي الأوسع لها، والذي هو سابق على الإستعمار الأوروبي.
فيما بعد.. تم تداول الكتاب بين الباحثين، وكان لهم ردات فعل متباينة ازاءه، ففي كتابه «الأنظمة السياسية في مرتفعات بورما» يجادل إدموند ليش على أن دراسة الكيفية التي تتغير بها المجتمعات عبر الزمن أكثر ضروروة من دراستها في حال الثبات والإتزان. لاحقاً.. تطورت أشكال جديدة من الجدالات في علم الإنسان السياسي ضمن ما عرف ب «مدرسة مانشستر»، بدأت مع ماكس غولكمان، والذي ركز في ابحاثه على دراسة العمليات الاجتماعية، وتحليل الأنظمة والبُنى المبنية على الإستقرار النسبي. حافظت الصراعات على استقرار النُظُم السياسية من خلال تأسيس وإعادة تأسيس الروابط المتداخلة بين الفاعلين الاجتماعيين، واقترح غولكمان بأن درجة معينة من الصراع لا بد منها من أجل تدعيم المجتمعات، وأن هذا الصراع مؤسس للنظام الاجتماعي والسياسي.. في رأيه، حافظ الصراع على استقرار الأنظمة السياسية من خلال إنشاء وإعادة إنشاء العلاقات الشاملة بين الفاعلين الاجتماعيين. ومع حلول الستينيات من القرن الماضي أسفرت هذه الجدالات عن تطور حقل متكامل ومستقل تمظهر في أعمال موسوعية ك «علم الإنسان السياسي» (صادر سنة 1966)، والذي قام بتحريره فكتور تورنر و مارك شوارتز، ومع أواخر الستينيات كان علم الإنسان السياسي حقلاً مزدهراً، حيث صنّف في سنة (1969) 200 باحث علم إنسان علم الإنسان السياسي كأحد اهتماماتهم.
في الولايات المتحدة أخذت الأنثروبولوجيا السياسية منحاً مختلفاً؛ حيث تبنى باحثون مثل: مورتن فريد، و إيلمان سيرفس، و إلينور ليكوك، مقاربة ماركسية، حيث سعوا في فهم أصول وتتطور غياب العدالة والمساواة في المجتمعات البشرية. وليست المقاربة الأنثروبولوجية بغريبة عن الماركسية؛ فكثير من أطروحات ماركس وإنجلز كانت مبنية على دراسات الاثنولوجي لويس مورغان.
منذ الستينيات تطورت منهجية جديدة، تعرف ب«منهجية العمليات»، تؤكد على دور مختلف العوامل المؤثرة في المجتمعات (ظهرت هذه المنهجية مع أعمال بايلي (1969) و بارث (1969))، لقد كان هذا تطوراً مهماً خاصة مع بدء الأنثروبولوجيين بدراسة مجتمعات أخذ الإستعمار بالزوال عنها. وفي نفس الفترة أيضاً انتقلت منهجية التركيز على الصراعات، والتي اختصت بها المقاربة الماركسية، لتأخذ طريقها للسيطرة على علم الإنسان السياسي الفرنسية. وقد كانت دراسات بيير بورديو عن القبيلة في الجزائر (1977) متأثرة بهذه التحولات المنهجية، وكان عمله هذا بمثابة تزاوج بين ما بعد البنيوية الفرنسية، والماركسية.
تنامى الاهتمام بعلم الإنسان السياسي في السبعينيات. وفي عام (1973) تم تنظيم دورة مخصصة لها في المؤتمر الدولي التاسع لعلم الإنسان والأعراق، وتم نشر الأوراق التي قدمت فيه لاحقاً عام (1979) في مجلد خاص، ولاحقاً تم استحداث نشرة خاصة تطور عنها مجلة «علم الإنسان السياسي والقانوني».